# Société Régionale Wallonne du Transport
La Société Régionale Wallonne du Transport (SRWT), più nota con l'acronimo TEC (Transport En Commun), nome condiviso dalle società che ha riunito, è l'azienda che gestisce il trasporto pubblico nella regione vallone del Belgio.

## Storia
Nel 1991, all'epoca della regionalizzazione dei trasporti locali, la precedente "Société nationale des chemins de fer vicinaux" (SNCV) si suddivideva in due aziende, la De Lijn per la regione delle Fiandre e la TEC per la regione della Vallonia, che accorpava e sovrintendeva cinque società pubbliche di trasporto, ovvero le TEC di Brabant, Charleroi, Hainaut, Liegi e Namur, con il compito di espletare il servizio urbano nelle suddette città e quello suburbano in tutta la regione.

## Esercizio
L'azienda gestisce prevalentemente autolinee e solo a Charleroi anche cinque tranvie con caratteristiche prevalenti di metropolitana leggera (tram circolanti in sede propria). Le vetture si riconoscono dalla colorazione gialla con bande o zone grigio-rosse e la dicitura "TEC" in rosso a caratteri cubitali.

## Galleria d'immagini

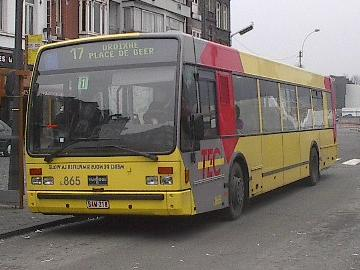
Liegi: autobus Van Hool del TEC n. 1865 sulla linea 17
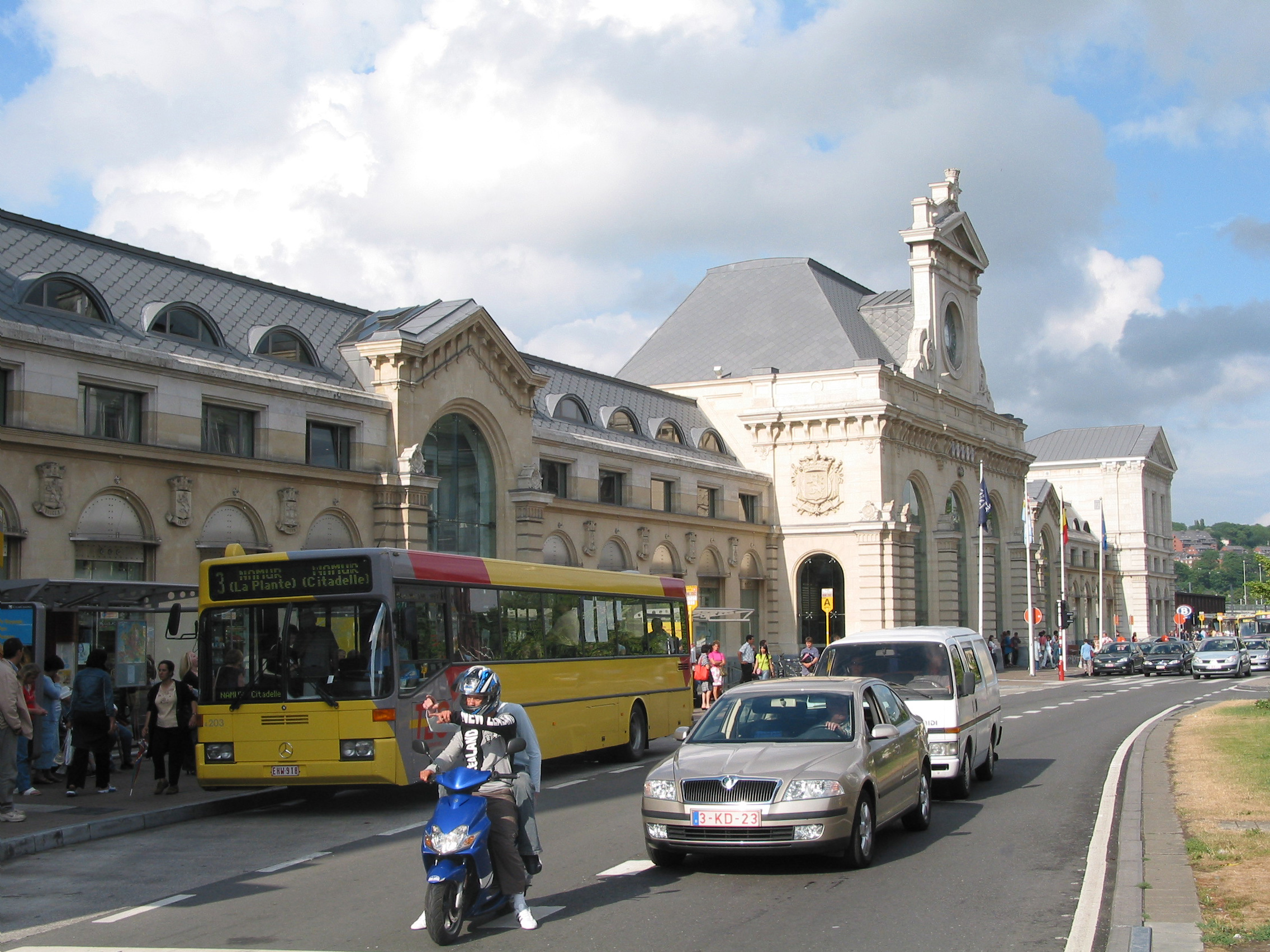
Namur: autobus Mercedes-Benz del TEC sulla linea 3
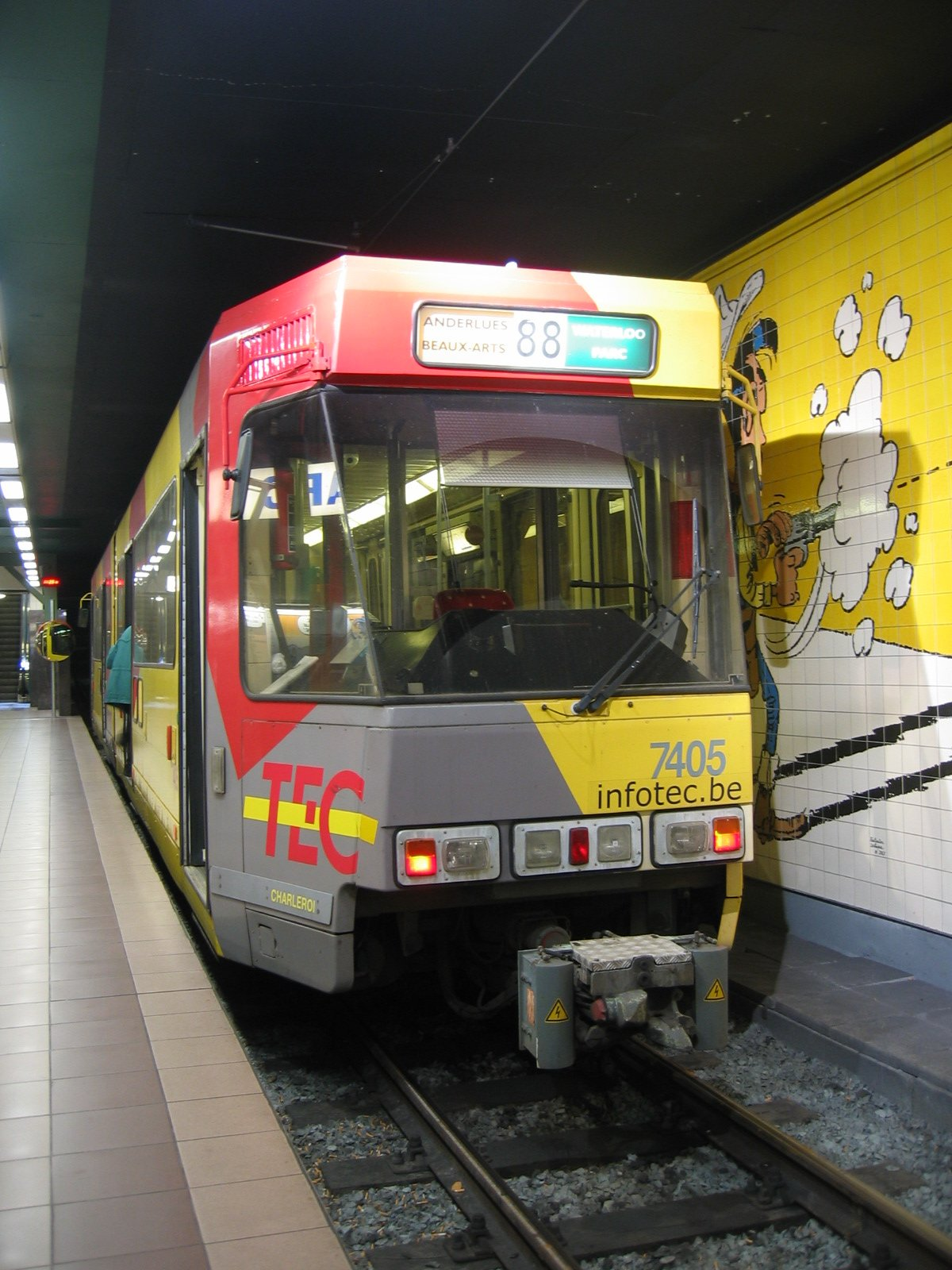
Charleroi: convoglio tranviario n. 7405 nella "Parc station"